# Naxa parvipuncta
Naxa parvipuncta är en fjärilsart som beskrevs av Louis Beethoven Prout 1916. Naxa parvipuncta ingår i släktet Naxa och familjen mätare. Inga underarter finns listade i Catalogue of Life.